# Jean-Marc Aveline
Jean-Marc Aveline (sinh năm 1958) là một Hồng y người Pháp của Giáo hội Công giáo Rôma. Ông hiện đảm trách vai trò Tổng giám mục Tổng giáo phận Marseille, Pháp.

## Tiểu sử
Hồng y Aveline sinh ngày 26 tháng 12 năm 1958, tại Sidi Bel Abbès, Giáo phận Oran, Algeria. Ngày 12 tháng 11 năm 1983, chủng sinh Aveline được truyền chức Phó tế bởi Hồng y Roger Etchegaray, Tổng giám mục Marseille. Phó tế Aveline sau đó được thụ phong chức linh mục vào ngày 3 tháng 11 năm 1984 bởi Giám mục phụ tá Marseille Louis Jean Dufaux, trở thành linh mục thuộc linh mục đoàn Tổng giáo phận Marseille, Pháp.
Ngày 19 tháng 12 năm 2013, linh mục Aveline được bổ nhiệm làm Giám mục phụ tá Tổng giáo phận Marseille, với danh nghĩa Giám mục Hiệu tòa Simidicca. Ông được tấn phong Giám mục sau đó vào ngày 26 tháng 1 năm 2014, tại Nhà thờ chính tòa Đức Bà Cả của Tổng giáo phận. Chủ phong là Tổng giám mục Georges Paul Pontier, Tổng giám mục Marseille, trong khi hai giám mục phụ phong gồm Hồng y Roger  Marie Élie Etchegaray, Phó Niên trưởng Hồng y đoàn và Hồng y Louis Auguste Paul Panafieu, nguyên Tổng giám mục Marseille.
Sau năm năm đảm trách chức Giám mục phụ tá, ngày 8 tháng 8 năm 2019, Giám mục Aveline được thăng Tổng giám mục Tổng giáo phận Marseille, và đã chính thức nhậm chức vào ngày 15 tháng 9 cùng năm. Ngày 27 tháng 8 năm 2022, Tổng giám mục Aveline được Giáo hoàng Phanxicô thăng tước vị Hồng y, đặt làm Hồng y Đẳng Linh mục Nhà thờ Santa Maria ai Monti. Ông chính thức đến nhận nhà thờ hiệu tòa vào ngày 23 tháng 3 năm 2023.